# علیرضا غدیری
باشگاه همای تهران ۴۰ بازی 
باشگاه پاسارگاد تهران ۲۰ بازی 
راه اهن تهران ۵ بازی 
فجر تهران ۱۵ بازی صبا باطری تهران ۳ بازی 
علیرضا غدیری (قدیری) (زاده ۸ اکتبر ۱۹۷۹) یک بازیکن فوتبال اهل ایران است.